# Charles Martin Loeffler
Pour les articles homonymes, voir Loeffler.
Charles Martin Loeffler dit Tornov (30 janvier 1861 à Schöneberg, près de Berlin - 19 mai 1935 à Medfield, Massachusetts) est un compositeur allemand ayant pris la citoyenneté américaine, né au royaume de Prusse, mais se prétendant né à Mulhouse en Alsace, où sa famille aurait effectivement vécu dans sa jeunesse.

## Enfance
Charles Martin Loeffler apprit le violon d'un musicien allemand dans la petite ville de Smila près de Kiev. Sa famille partit en Hongrie, puis en Suisse en 1873. À 14 ans, Loeffler décida de devenir musicien et alla à Berlin étudier le violon auprès d'Eduard Rappoldi, la théorie auprès de Friedrich Kiel, et aussi d'étudier auprès de Joseph Joachim. Il alla à Paris dans le but de travailler avec Joseph Massart et assimila le style pur et élégant  de l'École française. Il rejoignit l'Orchestre Pasdeloup puis l'orchestre privé du baron von Derwies. Loeffler s'identifia très tôt à la culture alsacienne. Il en voulait beaucoup à l'Allemagne d'avoir emprisonné son père dans la forteresse d'Ehrenbreitstein « pour avoir dit la vérité à propos de certaines choses concernant le gouvernement prussien. »

## Carrière
Quand le baron prussien mourut, Charles Martin Loeffler embarqua pour New York au mois de juin 1881 et joua dans des concerts orchestraux menés par Leopold Damrosch. En 1882, il fut désigné comme chef d'orchestre adjoint de l'Orchestre symphonique de Boston et le resta jusqu'en 1903. C'est durant cette période qu'il composa la Berceuse pour violon et piano (1884), Veillées de l'Ukraine pour violon et orchestre (1891), et la charmante Harmonie du soir pour voix basse, alto et piano (1897). L'étonnante Mort de Tintagiles pour viole d'amour et orchestre (1901) révèle pleinement la sensibilité profonde de Loeffler avec des harmoniques évoluées et macabres, pleines d'un impressionnisme sinistre.

## Une partie de ses œuvres
Charles Martin Loeffler se dévoua exclusivement à l'enseignement et la composition après 1903. Dans beaucoup de ses travaux Loeffler montre son amour pour des timbres et combinaisons inhabituels ; par exemple, L'archet (1901) est composé pour voix féminines, viole d'amour et piano ; Ballade carnavalesque pour flûte, hautbois, saxophone, basson, et piano (1904) ; The Two Rhapsodies pour hautbois, alto, et piano (1901) ; A Pagan Poem pour orchestre, piano, cor anglais et trois trompettes (1906) ; et l'élégant Psalm CXXXVII (the Rivers of Babylon) pour chants féminins, violoncelle, deux flûtes, orgue et harpe (1907).

## Vie aux États-Unis
En 1910, Charles Martin Loeffler s'installa à Medfield où il acheta une maison, éleva des chevaux, lut de la littérature classique et contemporaine et vécut en épicurien. Son travail final reflète de nombreuses influences. 
À noter que la Music for four stringed instruments (1917) fut composée en mémoire de l'aviateur Victor Chapman, qui mourut en France la même année.

## Principales œuvres
- Quatuor à cordes en la mineur (1889)
- Veillées de l'Ukraine, suite pour violon et orchestre (1891)
- Quatre poèmes op. 5 (1893, publ. 1904)
- Neuf mélodies avec alto et piano, (1893–94, publ. 1903)
- Quintette à cordes en un mouvement (pour trois violons, alto et violoncelle) (ca. 1894)
- Divertissement en la mineur pour violon et orchestre (1894)
- Octuor pour deux clarinettes, deux violons, alto, violoncelle, contrebasse et harpe (ca. 1896)
- La Mort de Tintagiles op. 6, poème symphonique d'après Maeterlinck pour deux violes d'amour et orchestre (1896–7 ; arr. en 1901 pour une viole d'amour et orchestre)
- Three Rhapsodies pour voix, clarinette, alto et piano (1898), arrangé plus tard en
  - Deux Rhapsodies pour hautbois, alto et piano (1901)
  - La Villanelle du Diable op. 9 pour orchestre (1901)
- Divertissement espagnol pour saxophone et orchestre (1900)
- L'archet pour voix féminines, viole d'amour et piano (1901)
- Psalm 137: By the Waters of Babylon, op. 3 pour voix, deux flûtes, harpe, orgue et violoncelle (1901)
- La Bonne chanson, pour orchestre (1901, rév. 1918)
- Ballade carnavalesque pour flûte, hautbois, saxophone, basson et piano (1902)
- Poème païen (d'après Virgile) op. 14 (pour 13 Instruments (1901–02), orchestré plus tard en
  - A Pagan Poem (after Virgil) pour orchestre avec piano obligé, cor anglais et trois trompettes (1907)
- Four Poems op. 15 pour voix, alto et piano (1905)
- The Passion of Hilarion, opéra en un acte (d'après William Sharp) (1912–13)
- Dramatic Scenes pour violoncelle et piano (1916)
- Music for Four Stringed Instruments pour quatuor à cordes (1917, 1918–20)
- Five Irish Fantasies pour voix et orchestre (1906–20) sur des textes de Yeats et alii
- Memories of my Childhood (Life in a Russian Village) pour orchestre (1923)
- Short stories pour quatuor à cordes et harpe (1922)
- Clowns, Intermezzo pour bande de jazz (1928)
- Partita pour violon et piano (1930)
- The Lone Prairee, paraphrase sur deux Cowboy Songs pour saxophone, viole d'amour et piano (1930)